# Cineraria britteniae
Cineraria britteniae là một loài thực vật có hoa trong họ Cúc. Loài này được Hutch. & R.A.Dyer mô tả khoa học đầu tiên năm 1934.